# 尼沃萊山
45°36′50″N 05°57′56″E / 45.61389°N 5.96556°E

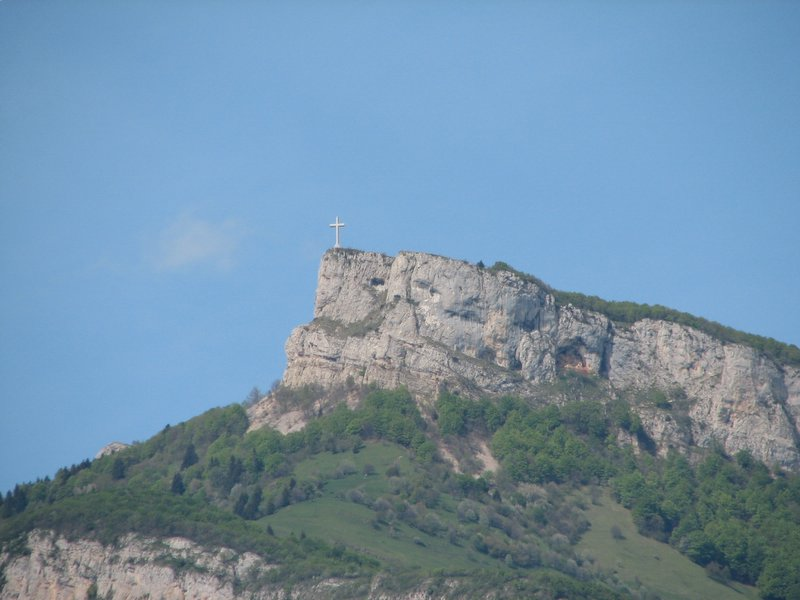

尼沃萊山（法語：Nivolet），是法國的山峰，位於該國東北部，由薩瓦省負責管轄，屬於博日山脈的一部分，該山峰海拔高度1,547米，人類在1989年9月首次登頂。